# Mojave (film)
Pour les articles homonymes, voir Mojave.
Pour plus de détails, voir Fiche technique et Distribution.
Mojave est un thriller américain réalisé par William Monahan, sorti en 2015.

## Synopsis
Thomas, un artiste à tendance suicidaire, échappe du désert et fait la rencontre d'un vagabond nommé Jack.

## Fiche technique
Sauf indication contraire, les informations mentionnées dans cette section peuvent être confirmées par la base de données cinématographiques IMDb,  présente dans la section « Liens externes ».
- Titre : Mojave
- Réalisation : William Monahan
- Scénario : William Monahan
- Direction artistique : Allesandra R.T. Said
- Costumes : Arielle Antoine
- Photographie : Don Davis
- Montage : John David Allen
- Musique : Andrew Hewitt
- Production : William Green, William Monahan, Justine Suzanne Jones et Aaron L. Ginsburg
- Sociétés de production : Atlas Independent, Henceforth Pictures, Relativity International et MICA Entertainment
- Société de distribution :  États-Unis : A24 Films,  France : Metropolitan Filmexport
- Langue originale : anglais
- Format : couleur - 35 mm - 2.35:1 - Dolby numérique
- Genre : thriller
- Durée : 93 minutes
- Dates de sortie :
- Première mondiale au Festival du film de Tribeca : 18 avril 2015
  -  États-Unis : 22 janvier 2016
  -  France : 6 juillet 2016 (Direct-to-video)

## Distribution
- Garrett Hedlund (VFB : Nicolas Matthys) : Thomas
- Oscar Isaac (VFB : Erwin Grünspan) : Jack
- Mark Wahlberg (VF : Bruno Choël) : Norman
- Walton Goggins (VFB : Benoît Grimmiaux) : Jim
- Louise Bourgoin (VF : elle-même) : Milly
- Fran Kranz : Bob
- Dania Ramirez (VFB : Mélissa Windal) : détective Beaumont
- Matt L. Jones : Louis
- Kylie Rogers : Sophie